# Georges Grenu
Georges Grenu (Tourcoing, juni 1925 - Blois, 22 juli 2013) was een Franse jazz-saxofonist (tenorsaxofoon, sopraansaxofoon en altsaxofoon), klarinettist en fluitist.
Grenu begon op zijn dertiende klarinet te spelen. Tijdens de oorlog was hij enige tijd actief in het verzet. Na de oorlog speelde hij in kleine jazzgroepen, in het noorden van Frankrijk en in België, in Lille onder meer met Benny Vasseur. In 1946 vestigde hij zich in Parijs. Hij speelde in het orkest van Fernand Clare en werkte kort met Aimé Barelli. Hij was drie jaar actief in het orkest van Jacques Hélian, waarmee hij ook plaatopnames maakte. In Parijs speelde hij in de Moulin Rouge en  Nouvelle Eve. Hij werkte mee aan plaatopnames, was betrokken bij filmmuziek en speelde voor de televisie.
In de jaren vijftig speelde hij mee op platen van André Hodeir, Vasseur, Martial Solal, Armand Migiani, Christian Chevallier, Eddie Barclay en Kenny Clarke, in de jaren zestig op schijven van Pierre Michelot, Boulou Ferré, Memphis Slim,  Ivan Jullien en Jean-Claude Naude. Hij werkte in het orkest van Quincy Jones, speelde met het orkest van Duke Ellington en begeleidde Thelonious Monk.  Tevens begeleidde hij vocalisten buiten de jazz, zoals Georges Guétary en Johnny Hallyday. 
In de jaren zeventig werkte hij in de studio-orkesten van onder meer Lucien Lavoute, speelde hij mee op opnames van bijvoorbeeld Serge Gainsbourg en Michel Colombier, en begeleidde hij Liza Minnelli, Sammy Davis jr. en vele anderen. Sinds 1987 woonde hij in Cagnes-sur-Mer, vanaf 2007 in Saint-Aignan (Loir-et-Cher). In Tours trad hij met een combo op in Jazz Club de Tours.
In de periode 1954-1983 was hij in de jazz bij 56 opnamesessies betrokken.